# Eilema lilacina
Eilema lilacina là một loài bướm đêm thuộc phân họ Arctiinae, họ Erebidae.